# 나오코
《나오코》(일본어: 奈緒子)는 사카타 노부히로 원작·나카하라 유 작화에 의한 일본의 만화 작품이다.

## 개요
천재 러너 이키 유스케의 성장 이야기.

## 등장인물
이키 유스케
천재 러너.
이키 다이스케
유스케의 형.
이키 켄스케
유스케와 다이스케의 아버지.
이키 카즈코
유스케와 다이스케의 어머니.
시노미야 나오코

오오야마 곤타

시나가와 케이고

미야자키 치카시

쿠로다 스스무

니시우라 텐젠

혼다 다이사쿠

아킴 신바

샤바 신바

아라이 신지

히야마

오쿠다 키미야스

후지모토

요시자키

요시노리

이와사키 슈헤이

우사미 카즈마사

## 영화
2008년에 개봉되었다.

### 캐스트
- 시노미야 나오코 - 우에노 쥬리 (12세:후지모토 나나미)
- 이키 유스케 - 미우라 하루마 (10세:사카이 다이키)
- 니시우라 텐젠 - 쇼후쿠테이 츠루베
- 요시자와 유키 - 사츠카와 아이미
- 오쿠다 키미야스 - 에모토 토키오
- 쿠로다 스스무 - 아야노 고
- 미야자키 치카시 - 토미카와 카즈히토
- 요시자키 - 타모토 소란
- 후지모토 - 유키 요헤이

### 스태프
- 감독 - 후루마야 토모유키
- 각본 - 하야시 타미오, 후루마야 토모유키, 나가오 요헤이
- 촬영 - 이노모토 마사미
- 미술 - 나카자와 카츠미
- 편집 - 산죠 치세
- 조명 - 마츠쿠마 신이치
- 녹음 - 하야시 다이스케
- 음악 - 우에다 타다시
- 주제가 - 포르노 그라피티 〈당신이 여기에 있다면〉 (SME Records)
- 삽입곡 - RYTHEM 〈목덜미 라인〉 (소니 뮤직 어소시에이티드 레코즈)
- 타이틀 - 마린 포스트
- 현상 - IMAGICA
- 로케 협력 - 나가사키현, 나가사키시, 이키시, 나가사키 관광지 영상화 지원 센터, 키사라즈 시, 훗츠 시, 나가사키 전기 궤도, 전일본공수
- 특별 협력 - 미즈노, 아미노 밸류 (오오츠카 제약)
- 협력 - 일본 육상 경기 연맹, 나가사키 육상 경기 협회, 전국 고등학교 체육 연맹 육상 경기부, 나가사키 현 고등학교 체육 연맹 육상 경기부, 스포츠 에이전시
- 제작자 - 사토 나오키
- 프로듀서 - 무쿠쥬 히로히사, 쿠보타 오사무, 아리시게 요이치
- 제작 - 〈나오코〉 제작 위원회(닛카츠, 쇼가쿠칸, 아뮤즈 소프트 엔터테인먼트, IMJ 엔터테인먼트, 칸사이 TV 방송, 분카 방송)
- 제작 프로덕션 - 닛카츠 촬영소
- 배급 - 닛카츠